# Stanislas Gros
Pour les articles homonymes, voir Gros.
Stanislas Gros, né le 13 mai 1974, est un auteur de bande dessinée français.

## Publications

### Livres
- Le Dernier Jour d'un condamné, bande dessinée d'après le roman éponyme de Victor Hugo, Delcourt, coll. « Ex-Libris » , 2007  (ISBN 978-2-7560-0533-1)
- Le Portrait de Dorian Gray, bande dessinée d'après le roman éponyme d'Oscar Wilde, Delcourt, coll. « Ex-Libris », 2008  (ISBN 978-2-7560-1120-2)
- La Nuit, bande dessinée, Gallimard, coll. « Bayou », 2011  (ISBN 978-2-07-062954-1)
- CRAZY, texte de Florian Pourias, théâtre, Éditions Rannou, coll. « Libres-courts », 2014  (ISBN 978-2-9547750-1-2)
- Le Dandy illustré, bande dessinée, Éditions Carnets de sel, août 2020  (ISBN 978-2-9567052-1-5)
- La Prisonnière, bande dessinée, Éditions Carnets de sel, juin 2024 (ISBN 978-2-9567052-9-1)

### Collectifs
- « Blondie », dans Rock strips, Flammarion, 2009.
- Vies tranchées - Les Soldats fous de la Grande guerre, Delcourt, collection Histoire & Histoires, 2010  (ISBN 978-2-7560-1781-5)